# 天鵝俱樂部
《天鵝俱樂部》（韓語：추석특집 발레교습소 백조클럽）為韓國KBS2的綜藝節目，由徐貞姬、吳允兒、程瀟等人出演，節目以學習芭蕾、表演芭蕾為主軸。2017年10月6日試播結束後，因觀眾反應良好而於2017年11月24日轉為正式節目，並改由徐章煇、吳允兒、王智媛、朴珠美、金成恩、程瀟等人共同主持。

## 特別出演
- 金智英：現役芭蕾舞者，本節目天鵝們（學生們）的老師。
- 金基完：現役芭蕾舞者（韓國國立芭蕾舞團），負責天鵝們的「旋轉」課程。
- 金賢雍：現役芭蕾舞者（韓國國立芭蕾舞團首席舞者），金智英長期的舞伴。小學五年級就認識王智媛。
- 李勝賢：現役芭蕾舞者（柏林Staatsoper芭蕾舞團），孫延在中學時期的芭蕾舞老師。
- 徐東賢：現役芭蕾舞者（前環球公司芭蕾舞團獨舞）
- 金東民：現役芭蕾舞者（前環球公司芭蕾舞團）
- 吳萬寸：現役芭蕾舞者（YZ芭蕾舞團）
- 黃仁善：現役芭蕾舞者（YZ芭蕾舞團）
- 孫延在：韓國藝術體操選手，曾於2014年仁川亞運會獲得藝術體操個人全能金牌；為本節目隱藏成員，出演第三至八集。
- 尹全日：現役芭蕾編舞家（前羅馬尼亞國立歌劇芭蕾舞團首席舞者）
- 洪世情：現役芭蕾編舞家。
- 金吉勇：WISE芭蕾舞團團長。
- 洪賢宇：WISE芭蕾舞團藝術總監。
- 朴泰順：物理治療師，負責處理王智媛的腳踝韌帶傷。
- 鄭助國：韓國足球運動員，金成恩的丈夫。
- 鄭泰河：金成恩－鄭助國之子。

## 個人期許或目標
| 天鵝姓名 | 期許或目標 |
| -------- | --- |
| 吳允兒   | 曾夢想成為芭蕾舞者，（過去曾歷經舞蹈練習失敗，加上家境突然不好不得不放棄，）對舞蹈有巨大熱情。                      |
| 王智媛   | （曾為芭蕾舞者出身，但因骨盆骨折而轉往演員之路，）想沒有留戀的結束。 喜歡芭蕾舞但又覺得厭煩（與芭蕾舞的愛憎關係）。 |
| 朴珠美   | 用人生曲表演自己。                                                                                                  |
| 金成恩   | 想尋找擁有自我的時間。                                                                                              |
| 程瀟     | 想穿著芭蕾舞跳舞，並在別人面前公演。                                                                                |
| 孫延在   | 7歲到11歲時同時學習芭蕾舞和韻律體操，但往後必須擇一發展。現在仍對芭蕾舞有熱情。                                     |

## 各集內容
| 集數 | 播放日期       | 標題                 | 內容 |
| ---- | -------------- | -------------------- | --- |
| 試播 | 2017年10月6日  |                      | 芭蕾舞簡介；個人採訪；基礎動作練習。 徐章煇團長首次與團員見面，並與成員訂定目標 。 王智媛前往進行物理治療。 芭蕾舞《吉賽爾》中的女主角「吉賽爾」嘗試。 基礎體力訓練；用學到的基礎動作編自己的人生舞。 表演： 程瀟《Gashina》（芭蕾舞改編版） 金成恩《Family和金成恩》，獲得第一名 徐貞姬《第二個二十歲》 吳允兒《電視劇》 王智媛《享受吧！芭蕾》 |
| 1    | 2017年11月24日 |                      | 個人採訪。 芭蕾舞教室集合熱身與複習（Battement tendu 、Plie、Grand Battement ）。 課程：皮魯埃特旋轉（pirouette）。 王智媛與程瀟找金智恩所開的芭蕾舞教室，並與學習芭蕾舞小朋友一同訓練。 吳允兒和金成恩一同前往商店挑選芭蕾舞衣和舞鞋。 芭蕾舞《堂吉诃德》中的角色「吉特莉」嘗試。 王智媛準備耳環與項鍊禮物給其他成員；程瀟則邀請《宇宙少女》成員恩熙、多榮、宣儀出演，並攜帶健康果汁與耳朵按摩貼布給其他成員。 徐章煇團長集合成員，並介紹新成員朴珠美。                                                       |
| 2    | 2017年12月1日  | 姐姐們的芭蕾舞黑歷史 | 朴珠美訂製芭蕾舞鞋與舞衣造型蛋糕替王智媛慶生。 朴珠美與老師練習基礎動作。 課程：合作（練習芭蕾舞《天鵝湖》中四小天鵝的段落）。 演員李詩英特別出演，替吳允兒加油打氣。 徐章煇團長集合成員，並介紹藝術總監金朱媛，四小天鵝段落檢查。 新動作Passe 試跳。 |
| 3    | 2017年12月8日  | 偶然的與芭蕾相遇     | 課程：雙人舞 全員分配男舞伴、練習並表演老師給予的指定曲《瑪格麗特與阿芒》，並花60分鐘準備自編30秒表演（須包含今日學所學動作） 。 第一名為吳允兒組，可獲得金朱媛老師一對一教學課程。 徐章煇團長集合成員，並介紹新成員孫延在。 孫延在找姜多妍討論（因一年未進行韻律體操運動，擔心身體僵硬），並與學習韻律體操的小朋友一同暖身。 朴珠美與女演員羅美蘭聊天討論芭蕾舞練習心路歷程。 金成恩與程瀟找老師指導芭蕾舞的穿法與知識。 徐團長公告由於場地緣故，必須與專業芭蕾舞團一起演出，時間為12月23日，地點在韓國釜山。 |
| 4    | 2017年12月15日 |                      | 朴珠美肌肉筋膜撕裂。 《胡桃鉗》中的《花之圓舞曲》自編30秒表演發表會。 第一名為朴珠美，獲得辣燒雞湯一份。 王智媛與朴珠美一起進行物理治療；孫延在與程瀟逛街。 前韓國小姐、前播音員金珠熙來訪，帶麵包替成員們打氣，並參與課程。 課程：表現力（練習音樂劇《超時空接觸》的幻想酒吧的常客的段落）；老師認為最有表現力：吳允兒。 公開公演曲目《胡桃鉗》，與WISE芭蕾舞團一起公演，並找出可能由成員演出的段落。 |
| 5    | 2017年12月22日 | 醜小鴨的夢           | 練習《胡桃鉗》中，阿拉伯舞的片段。 觀賞金智英老師20周年發表會。 前往WISE芭蕾舞團練習室觀看芭蕾舞者練習《胡桃鉗》，並試著跟著練習。 幫吳允兒慶生。 《胡桃鉗》第一輪試鏡。 |
| 6    | 2018年1月5日   | 沒有盡頭的問題       | 《胡桃鉗》第一輪試鏡 觀賞WISE芭蕾舞團實際演出《胡桃鉗》。 |
| 7    | 2018年1月12日  |                      | 再審查對象進行審查。 王智媛審查過程中不幸腳踝韌帶受傷，但仍堅持完成舞蹈。 全員實地舞台體驗。 王智媛進行腳踝檢查和物理治療。 檢查舞台裝，王智媛因尺寸不合而重新訂做。 吳允兒招待全員至家裡用餐。 吳允兒和程瀟受傷，金智英老師要求兩人暫時先不參與彩排。 演出當日，徐章煇團長接所有成員前往公演場地（釜山電影殿堂），並贈送成員禮物。 |
| 8    | 2018年1月19日  |                      | 全員入住釜山宿舍。 在釜山電影殿堂進行公演，全員公演。 |

## 收視率
以下紀錄《天鵝俱樂部》節目之全國收視率，紅色表示為該年度最高收視率，藍色則表示為該年度最低收視率。
| 集數 | 播出日期       | AGB收視率   |
| ---- | -------------- | ----------- |
| 試播 | 2017年10月6日  | 4.7% / 4.0% |
| 1    | 2017年11月24日 | 1.7%        |
| 2    | 2017年12月1日  | 2.6%        |
| 3    | 2017年12月8日  | 3.2%        |
| 4    | 2017年12月15日 | 2.5%        |
| 5    | 2017年12月22日 | 3.3%        |

| 集數 | 播出日期      | AGB收視率 |
| ---- | ------------- | --------- |
| 6    | 2018年1月5日  | 3.7%      |
| 7    | 2018年1月12日 | 2.8%      |
| 8    | 2018年1月19日 | 3.2%      |